# Ренненкампф Микола Карлович
Ре́нненкампф Мико́ла Ка́рлович (10 [22] вересня 1832, Олександрівка, Чернігівська губернія, Російська імперія — 10 [22] травня 1899, Київ, Київська губернія, Російська імперія) — відомий київський правник, професор та ректор Київського імператорського університету св. Володимира, київський міський голова у 1875–1879 роках.

## Біографія
Микола Ренненкампф народився 10 (22) вересня 1832 року в містечку Олександрівка Чернігівської губернії. Навчався в Чернігівській гімназії та Ніжинському ліцеї, у 1855 році закінчив юридичний факультет Київського університету. Викладав у Другій київській гімназії, а з 1858 року — в університеті, де захистив магістерську (1859) та докторську (1868) дисертації. Читав курси енциклопедії права (його підручник з цього предмету вважався найкращим) та історії законодавства. У 1883–1887 роках обіймав посаду ректора університету. Популярним серед студентів не був через виняткову суворість на екзаменах. Широкого розголосу набув епізод, коли в 1884 році (саме під час ректорства Ренненкампфа) студентів не пустили на святкування 50-ліття університету, а вони у відповідь побили шибки в ректоровій оселі.
Ренненкампф входив до першого складу міської управи, з 1872 року був почесним мировим суддею Київського округу, а в 1875–1879 роках — міським головою. Відомий як запеклий реакціонер-монархіст, спогади сучасників також не додають йому привабливості — гласні тодішньої міської думи поміж собою називали його не інакше, як за прізвиськом — «Рейкене-лис».
Помер 10 (22) травня 1899 року, похований на Байковому кладовищі.